# 양평 일가족 생매장 사건
양평 일가족 생매장 사건(楊平一家族生埋葬事件)은 1990년 11월 9일에 대한민국 경기도 양평군 청운면 갈운리 국도 6호선에서 친척 결혼식에 참석하기 위해 지나가던 승용차를 납치하여 금품과 차를 강탈하고 탑승자 전원을 생매장하여 살해한 사건이다.

## 사건 개요
이 사건의 범인들인 이성준(당시 30세, 전과 8범), 오태환(당시 32세, 전과 5범), 윤용필(당시 31세, 전과 6범) 남자 3명과 주범 이성준의 애인 심혜숙(당시 22세)등 4인조로 범죄 단체를 구성한 상태에서 저질러진 이 사건은 살아 있는 피해자를 고스란히 흙 속에 파묻는 극악 무도함을 보여줌으로써 대한민국 사회를 경악하게 만들었고, 처벌에 대한 강경론도 활성화시켰다.

## 1차 범죄
이들의 범죄 행각은 강릉 신혼부부 강도 사건부터 시작되었다. 1990년 10월 28일 오후에 인천에서 로얄 프린스 렌터카를 빌린 후 바로 강릉 경포대로 출발하였고, 여관에서 하루를 보낸 후 여행 경비와 유흥비를 마련하기 위하여 강도를 저지르기로 작정하였고, 때마침 기념사진 촬영 중이던 신혼부부를 납치해 폭행, 결박한 후 승용차로 납치하였다.
이들은 피해자들 중 한 명을 신랑 소유의 엑셀 승용차에도 나눠 태우고 현장에서 9km 떨어진 지점에서 현금과 수표 등을 강탈한 후 신혼부부를 소나무에 묶어놓은 채 도주하였다.
범행 후 주범 이성준과 애인 심혜숙은 피해자 신랑 소유의 엑셀 승용차를 마음대로 몰고 다니다 인천 시내에서 교통사고를 일으켰고, 사고 피해를 당한 택시기사와 출동한 경찰관에게 흉기를 휘두르면서 저항하며 도주하였다.
수사에 착수하게 된 경찰은 사고를 낸 엑셀 승용차가 도난 차량임을 밝혀냈으며, 그 차 안에서 발견된 오태환의 애인(당시 20세) 명의로 된 예금통장 및 가스총 등을 발견하였다.

## 2차 범죄
1990년 11월 7일, 이들은 2차 범죄를 저지르기로 작정한다. 지난 번(강릉 신혼부부 강도 사건)처럼 피해자를 살려주게 되면 자신의 범죄 행각이 탄로나게 되어 추적당할 것을 염두에 두고 두 번째 범죄 계획에서는 피해자를 살해하고 철저히 암매장을 하여 숨기기로 한 후 범행에 착수하기에 이른다.
사건 당일 오후 1시쯤 국도 6호선을 지나가던 피해자들의 쏘나타 승용차를 자신들의 렌터카로 가로막아 납치한 뒤 현금 등을 강탈한 후 피해자들을 폭행하면서 손과 발을 묶고 입에 재갈을 물린 뒤 트렁크에 가두었고, 이 중 5살의 여자 어린이는 범인들과 함께 있었던 심혜숙이 안은 채 피해자의 차량 뒷 좌석에 타고 갔다. 뒤이어 범인들은 피해자 가족들을 생매장할 음모로 전날 민박을 했던 곳에서 두 자루의 삽을 빌린 후 싸리봉 인근 산기슭에서 피해자들을 차례로 굴러 떨어지게 폭행하고는 그대로 돌과 흙 등으로 생매장했다. 이 중에서 범인 오태환은 피해자와 함께 가던 여자 어린이를 발가벗기고 1m 깊이로 판 구덩이 옆에 무릎을 꿇게 한 상태에서 그대로 생매장해 숨지게 했다.
범행을 저지르고 난 후 일당은 피해자의 차 등 2대에 나눠 탄 채로 경기도 안양시로 도주하여 하루를 머무르면서 지리산으로 도피하기로 논의한 후 대전광역시로 도주하기에 이르렀다. 또 범인들은 지리산으로 갈 때 심혜숙의 친구(당시 21세)에게도 함께 놀러 가자고 제의하기에 이르렀다.

## 검거 과정
하지만 심혜숙의 친구는 이들의 갑작스러운 행동에 의심을 느껴 경찰서에 신고하기에 이른다. 결국 사건을 접수받은 대전동부경찰서가 수사에 착수하였고, 사건이 발생한 하루 뒤인 10일 낮 1시 20분경 바로 범인의 소재 파악에 성공하여 일당들이 나눠 타고 있던 승용차들을 발견, 바로 공포탄과 실탄 등을 사용하여 오태환과 심혜숙을 검거하였다.
한편 피살자의 승용차를 자기 마음대로 타고 다니던 주범 이성준과 윤용필은 경찰관이 발사한 실탄에 부상을 입은 상태에서 차를 억지로 타고 가다가 5중 추돌사고를 낸다. 뒤이어 저격 경찰관의 실탄 1발이 피해자의 차량 타이어에 맞아 펑크가 나면서 차를 버리고 도주했다. 결국 도주했던 범인 중 윤용필은 총상을 입은 상태에서 다음날인 11일 밤 8시 30분쯤에 서울 영등포구 도림1동의 친구 집에서 주민의 제보를 받고 출동한 경찰관에 검거되었다. 하지만 가슴에 총상을 입고 도주한 주범 이성준은 12일 오전 9시 40분쯤에 대전광역시 동구 가오동의 한 아파트 옥상에서 사망한 채로 발견되었다.

## 수사 과정
1차 범죄에서 피해를 당한 신랑 소유의 엑셀 승용차에서 발견된 증거물을 통해 범인 오태환 등 일당들의 존재를 확인하였고, 오태환의 애인 소재를 계좌 정보로 알아낸 후 연고지가 대전임을 알아내어 이 일대 경찰서와도 공조수사에 착수하기에 이른다. 범인을 모두 검거한 후 증거물을 수집하는 과정에서 흙에 오염된 버선을 발견한 경찰관의 집중 취조에 결국 범인들은 생매장 사건을 저질렀음을 자백하기에 이르렀다.

## 사건 여파
당시 부검 집도의가 발표한 내용에 따르면 피살자들은 모두 호흡기에 흙 등이 심하게 들어가고 질식사한 상태였으며, 경찰 조사결과 살해당한 어린 아이가 살려달라고 울면서 애원했음에도 불구하고 일당들은 이에 아랑곳하지 않고 그대로 돌덩이를 굴리고 흙을 덮어 생매장했다는 사실이 드러나면서 언론에 보도되자 사건 수사를 맡은 경찰관과 국민들은 크게 충격을 받아 분개하였고, 서울특별시 청량리 위생병원에서 거행된 사망자의 영결식이 진행되던 11월 14일에는 시민들도 함께 참석하여 당시 현장을 취재하던 방송 기자나 PD 등을 통하여 다양한 의견을 게시하였고, 피해자의 유해와 유족을 태운 영구차는 '엄마!하고 한 번만 불러다오' 등의 슬픈 문구를 담은 현수막을 건 채 장지로 향했다.
한편 이번 사건을 해결한 대전동부경찰서 형사진은 사건 처리의 공로를 인정받아 1계급 특진을 받았으며 노태우정권 당시 시행된 범죄와의 전쟁 여파로 재판은 신속하게 진행되어 결국 범인 3명에게는 1990년 12월 4일 모두 사형이 구형되었고, 1991년 3월 5일에 법원에서 사형이 선고되었다. 1992년 12월 29일에 윤용필, 1994년 10월 6일 오태환의 사형이 집행되었고, 심혜숙은 이듬해 열린 항소심에서 10년형으로 감형되어 8년 복역 후 1998년 가석방되었다가 2003년 7월 암으로 사망했다.

## 최근 논란
사건이 발생한 지 22여 년이 지난 2012년 2월 24일자 한겨레신문에 당시 심혜숙의 변호를 맡았던 김형태 변호사가 "양평 생매장사건 스물하나 여자는 그렇게 무너져갔다"는 기고를 통해 사건 관련 글을 게시하였다.

## 언론 보도
- 일가족 암매장 범인1명 체포[깨진 링크(과거 내용 찾기)], MBC, 1990-11-11
- 일가족 암매장 주범 숨진채 발견[깨진 링크(과거 내용 찾기)], MBC, 1990-11-12
- 양평 일가족 생매장 사건 영결식 열려[깨진 링크(과거 내용 찾기)], MBC, 1990-11-14
- 일가족 4명 생매장 살해, 매일경제, 1990-11-12
- 유흥비마련 남녀작당 범죄여행, 동아일보, 1990-11-12
- 사업자금 3천만원 요구 거절당하자 살해, 동아일보, 1990-11-13
- 일가족살해 한패 여죄추궁 강도 5건 절도 6건 밝혀내, 한겨레, 1990-11-14
- 양평 생매장살해범 사형 구형, 경향신문, 1990-12-04
- 흉악범 15명 사형 집행, 경향신문, 1994-10-07
- 양평 생매장사건 스물하나 여자는 그렇게 무너져갔다, 한겨레, 2012-02-17
- 양평 생매장사건 나 때문에 저 여자가 죽는구나, 한겨레, 2012-02-24